# 圣何塞省 (哥斯达黎加)
圣何塞省（西班牙語：Provincia de San José）是哥斯达黎加中部的一个省，北邻阿拉胡埃拉省和埃雷迪亚省，东接卡塔戈省和利蒙省，南面和西面与蓬塔雷纳斯省接壤。面積4,965.9平方公里，2003年人口1,435,447人。下分20縣。
圣何塞省的首府圣何塞也是国家首都。
1. ↑  inec. . Inec.cr.   [2022-04-12]. （原始内容存档于2020-04-16） （西班牙语）.
2. ↑  . hdi.globaldatalab.org.   [2018-09-13]. （原始内容存档于2018-09-23） （英语）.